# Lino Esterino Garavaglia
Lino Esterino Garavaglia (Mesero, 9 settembre 1927 – Cesena, 12 giugno 2020) è stato un vescovo cattolico italiano.

## Biografia
Nacque a Mesero, allora in provincia ed arcidiocesi di Milano, il 9 settembre 1927 da Luigi e Davidina Belloli.

### Formazione e ministero sacerdotale
Maturata la sua vocazione sacerdotale, il 4 ottobre 1945 entrò nell'Ordine dei frati minori cappuccini: il 14 agosto 1947 avvenne la vestizione dell'abito, il 15 agosto 1948 la professione temporanea dei voti, mentre il 15 agosto 1951 la professione solenne. Nel frattempo frequentò gli studi filosofici e teologici.
Il 5 dicembre 1954 fu ordinato presbitero, nella cattedrale di Milano. L'8 dicembre successivo celebrò la prima messa, a cui parteciparono santa Gianna Beretta ed il suo futuro marito Pietro Molla.
Dopo l'ordinazione frequentò la facoltà di missionologia presso l'Università Cattolica di Lovanio, in Belgio. Nel 1957 fu nominato segretario provinciale per le missioni, incarico mantenuto per vent'anni, durante i quali visitò le missioni dei cappuccini lombardi in Brasile, Camerun, Costa d'Avorio e Thailandia. Nei successivi capitoli provinciali fu eletto definitore, vicario provinciale e provinciale. Nel 1982 fu eletto definitore generale; diventò dunque responsabile di tutti i cappuccini italiani e delle loro missioni.

### Ministero episcopale
L'11 febbraio 1986 papa Giovanni Paolo II lo nominò vescovo coadiutore di Tivoli. L'8 marzo successivo ricevette l'ordinazione episcopale, nella chiesa di Santa Maria della Consolazione al Foro Romano a Roma, dall'arcivescovo Lucas Moreira Neves (poi cardinale), co-consacranti l'arcivescovo Vincenzo Fagiolo (poi cardinale) ed il vescovo Guglielmo Giaquinta. Il 6 aprile seguente prese possesso della diocesi.
Il 25 giugno 1987, con la rinuncia del vescovo Guglielmo Giaquinta, presentata per motivi di salute ed accolta dal papa, diventò vescovo di Tivoli.
Il 25 marzo 1991 papa Giovanni Paolo II lo nominò vescovo di Cesena-Sarsina; succedette a Luigi Amaducci, precedentemente nominato arcivescovo metropolita di Ravenna-Cervia. Il 5 maggio seguente prese possesso della diocesi.
Il 18 novembre 1995 indisse il primo sinodo diocesano di Cesena-Sarsina, che si concluse solennemente l'8 dicembre 1998.
Il 3 dicembre 2003 il pontefice accolse la sua rinuncia, presentata per raggiunti limiti di età; gli succedette Antonio Lanfranchi, fino ad allora vicario generale di Piacenza-Bobbio. Rimase amministratore apostolico della diocesi fino all'ingresso del successore, avvenuto il 25 gennaio 2004. Restò a vivere a Cesena, presso il convento dei frati cappuccini.
Morì a Cesena, nella casa di riposo «Don Baronio», il 12 giugno 2020 all'età di 92 anni. Dopo le esequie, celebrate il 16 giugno dal vescovo Douglas Regattieri in piazza della Libertà a Cesena, fu sepolto nella cappella di famiglia nel cimitero di Mesero.

## Genealogia episcopale
La genealogia episcopale è:
- Cardinale Scipione Rebiba
- Cardinale Giulio Antonio Santori
- Cardinale Girolamo Bernerio, O.P.
- Arcivescovo Galeazzo Sanvitale
- Cardinale Ludovico Ludovisi
- Cardinale Luigi Caetani
- Cardinale Ulderico Carpegna
- Cardinale Paluzzo Paluzzi Altieri degli Albertoni
- Papa Benedetto XIII
- Papa Benedetto XIV
- Papa Clemente XIII
- Cardinale Bernardino Giraud
- Cardinale Alessandro Mattei
- Cardinale Pietro Francesco Galleffi
- Cardinale Giacomo Filippo Fransoni
- Cardinale Carlo Sacconi
- Cardinale Edward Henry Howard
- Cardinale Mariano Rampolla del Tindaro
- Cardinale Rafael Merry del Val
- Arcivescovo Duarte Leopoldo e Silva
- Arcivescovo Paulo de Tarso Campos
- Cardinale Agnelo Rossi
- Cardinale Lucas Moreira Neves, O.P.
- Vescovo Lino Esterino Garavaglia, O.F.M.Cap.